# ميكل أغو
ميكل أغو (بالإنجليزية: Mikel Agu) (27 مايو 1993 ببنين في نيجيريا - ) هو لاعب كرة قدم نيجيري في مركز الوسط. شارك مع منتخب نيجيريا لكرة القدم. أما مع النوادي، فقد لعب مع نادي بورتو ونادي كلوب بروج.

## روابط خارجية
- ميكل أغو على موقع اتحاد تركيا (لاعب) (الإنجليزية)
- ميكل أغو على موقع رابطة كرة القدم اليابانية للمحترفين (اليابانية)
- ميكل أغو على موقع قاعدة بيانات كرة القدم.إي يو (الإنجليزية)
- ميكل أغو على موقع ناشيونال فوتبول تيمز (الإنجليزية)
- ميكل أغو على موقع Soccerway.com (الإنجليزية)
- ميكل أغو على موقع عالم كرة القدم.نت (الإنجليزية)
- ميكل أغو على موقع AS.com (الإسبانية)